# 計画局 (琉球政府)
計画局（けいかくきょく）は、琉球政府の行政事務部局のひとつ。政策の企画などを所管した。
1961年8月1日の機構改革において、企画統計局と内政局の業務を統合したものである。1965年8月1日に企画局に改称し、外局の主税庁は主税局に分離された。

## 所掌事務
計画局の所掌事務は以下の通りである（1961年8月1日現在）
- 政府の予算、決算及び会計に関すること
- 広報及び公聴に関すること
- 政府の基本的政策の総合計画及び調整に関すること
- 長期経済計画の策定及び推進に関すること
- 経済動向、外国人の投資、国民所得その他経済に関する研究、調査及び分析に関すること
- 建設事業の総合調整に関すること
- 統計に関すること
- 税務に関すること

## 組織
計画局の組織は以下の通りである（1961年8月1日現在）。支分部局、附属機関はない。

### 内部部局
- 庶務課
- 主計課
- 広報課
- 経済研究課
- 企画調整課
- 税制課

### 外局
- 首都建設委員会
- 統計庁
- 主税庁